# Limba sileziană
Limba sileziană (ślůnsko godka) este, din punctul de vedere al unor lingviști, un grup de dialecte ale limbii poloneze, vorbite în voievodatul Silezia. Activiști locali, precum și alți lingviști îl consideră limbă aparte. În prezent se fac eforturi pentru realizarea unei versiuni standardizate.